# REGON
REGON (Rejestr Gospodarki Narodowej), Krajowy Rejestr Urzędowy Podmiotów Gospodarki Narodowej – rejestr prowadzony przez Prezesa Głównego Urzędu Statystycznego. Pod pojęciem REGON-u rozumiany jest także numer identyfikacyjny REGON, czyli dziewięciocyfrowy identyfikator nadany podmiotowi w tym rejestrze.
Rejestr REGON jest bieżąco aktualizowanym zbiorem informacji o podmiotach gospodarki narodowej prowadzonym w systemie informatycznym w postaci centralnej bazy danych oraz terenowych baz danych posadowionych w 16 urzędach statystycznych. CEIDG-2011
Wpisowi do rejestru REGON podlegają następujące podmioty:
- osoby prawne,
- jednostki organizacyjne niemające osobowości prawnej,
- osoby fizyczne prowadzące działalność gospodarczą, w tym prowadzące indywidualne gospodarstwa rolne,
- jednostki lokalne ww. podmiotów.

Osoby fizyczne mają numer REGON przypisany raz na zawsze, przy pierwszej rejestracji w rejestrze. Jeżeli po zlikwidowaniu działalności podejmą kiedykolwiek nową działalność (taką samą lub inną), ich 9-cyfrowy numer REGON pozostanie niezmieniony.
Numer REGON otrzymuje się po złożeniu wniosku o założenie działalności gospodarczej. REGON wydawany jest bezpłatnie niezależnie od formy prawnej założonej firmy. Informacja o nadanym nr REGON wysyłana jest drogą pocztową na adres podany we wniosku w ciągu dwóch tygodni od momentu złożenia wniosku. 
Od 2009 roku nie ma obowiązku umieszczania REGON na fakturach, dokumentach składanych do urzędów.
Nr REGON obecnie wykorzystywany jest do celów informacyjnych i statystycznych. Dzięki bazie REGON Główny Urząd Statystyczny uzyskuje rzetelne dane dot. np. liczby założonych firm, rodzaju branż, formy prawnej.

## Historia
Pierwszą regulację prawa wprowadzającą numery statystyczne w jednostkach gospodarki podjęto w lipcu 1966 r. Tę uchwałę 9 lat później uchyliła kolejna uchwała rządowa o utworzeniu w 1975 r. systemu REGON. Tę uchwałę z kolei uchylono w czerwcu 1989 r. i do końca 1997 r. system REGON oparty był na ustawie o statystyce państwowej z 1982 r. Od początku 1998 r. system REGON prowadzony jest na podstawie ustawy z 1995 r. o statystyce publicznej.

## Budowa numeru REGON

### 9-cyfrowy REGON
Początkowo REGON był 7-cyfrowy, a numery były nadawane centralnie. Później (ok. 1985–90 r.) rozszerzono REGON do 9 cyfr. Regonom „starym” (7-cyfrowym) po prostu dołożono na początku 2 zera, a nowe zaczęto tworzyć według klucza: 2 cyfry wyróżnika województwa + 6 cyfr „numeru seryjnego” + 1 cyfra kontrolna. Województw było 49 i miały nadane kolejne numery nieparzyste – od 01 (warszawskie) do 97 (zielonogórskie).
Po reformie 1999 – dla nowo nadawanych numerów REGON dwie pierwsze cyfry zależne są od numeru nowego województwa. Podczas prac Sejmu początkowe dwie cyfry „04” przydzielono do zakonów, kościołów i związków wyznaniowych. Ten numer – prefiks był wcześniej dany przez GUS województwu kujawsko-pomorskiemu, któremu więc nadano w Sejmie prefiks numeru REGON „34”.
Z powodu dużo większej liczby małych przedsiębiorstw i gospodarstw pojemność numeryczna puli terytorialnej REGON-u może się wyczerpać i GUS może rozpocząć nową pulę numerów z pierwszymi dwiema cyframi np. „36”, „38”, „40” itd. Pula rozpoczynająca się od numeru „36” obejmuje podmioty z terenu całego kraju. Wcześniej nadanych numerów REGON się nie zmienia.

#### Suma kontrolna
Dziewiąta cyfra jest cyfrą kontrolną obliczaną następująco:
Wagi: 8 9 2 3 4 5 6 7
Pierwsze osiem cyfr REGON: 1 2 3 4 5 6 7 8
Wynik: 1·8 + 2·9 + 3·2 + 4·3 + 5·4 + 6·5 + 7·6 + 8·7 = 192
Cyfra kontrolna: 192 mod 11 = 5
Cały REGON: 123456785
W przypadku, gdy dzielenie mod 11 zwraca 10, to za cyfrę kontrolną przyjmuje się 0.

### 14-cyfrowy REGON
Jednostkom organizacyjnym, które mają swoje siedziby w różnych województwach nadaje się REGON 14-cyfrowy (identyfikator jednostki lokalnej). Dziewięć pierwszych cyfr takiego numeru pokrywa się z REGON-em jednostki macierzystej. Cyfra kontrolna numeru obliczana jest tym samym sposobem, ale wagi są inne. Ponieważ jeden ze współczynników wagowych wynosi zero to weryfikacja „długiego” REGON-u wymaga weryfikacji 9 cyfr z wagami jak dla 9-cyfrowego numeru, a następnie weryfikacji długiego REGON-u z innymi wagami.

#### Suma kontrolna
W przypadku REGON-ów 14-cyfrowych cyfrę kontrolną oblicza się następująco:
Wagi: 2 4 8 5 0 9 7 3 6 1 2 4 8
Pierwsze trzynaście cyfr REGON: 1 2 3 4 5 6 7 8 5 1 2 3 4
Wynik: 1·2 + 2·4 + 3·8 + 4·5 + 5·0 + 6·9 + 7·7 + 8·3 + 5·6 + 1·1 + 2·2 + 3·4 + 4·8 = 260
Cyfra kontrolna: 260 mod 11 = 7
Cały REGON: 12345678512347